# Dugel von Carben

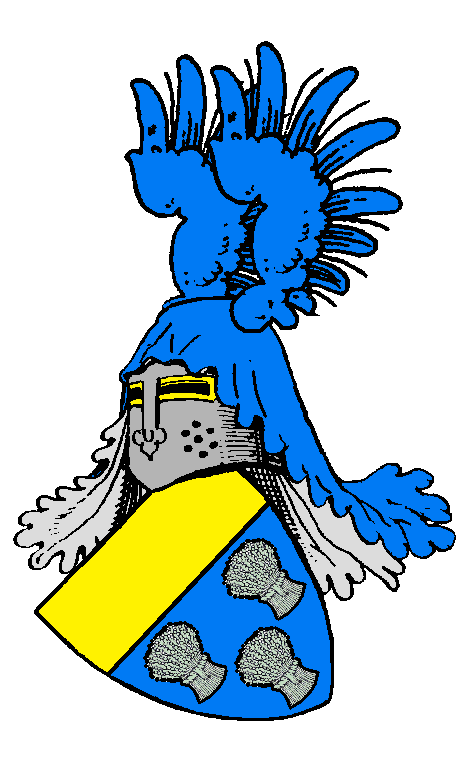
Wappen der Dugel von Carben

Die Dugel von Carben (auch: von Carben genannt Dugel, seltener Dugil oder Tugil) waren ein ritterbürtiges Adelsgeschlecht, das besonders in der Wetterau und der heutigen Stadt Karben begütert war.

## Geschichte
Der erste urkundlich genannte Namensträger ist Conrad Tugil in den Jahren 1225 und 1226. Der Schwerpunkt der Besitzungen scheint in den Orten der heutigen Stadt Karben gelegen zu haben. Eine Verwandtschaft zu den Herren von Carben, die in den gleichen Orten begütert waren, lässt sich nicht sicher nachweisen. Von der Familie Dugel von Carben sind einzelne Zweige belegt, die sich nach ihren Sitzen von Kaichen oder von Bergen nannten.
Ein Hinweis auf einen Stammsitz der Familie ergibt sich aus Kartenmaterial des 18. Jahrhunderts. Nordöstlich von Okarben befindet sich in einer Schleife der Nidda der Burgwald. Die alten Karten zeigen darin mehrere Rechtecke mit der Bezeichnung Dögelburg – möglicherweise ein Hinweis auf eine frühere Wasserburg der Dugel von Karben.
Ein weiterer Burgsitz der Familie befand sich vermutlich in Klein-Karben. Er wurde im Februar 1405 unter König Ruprecht zusammen mit anderen Burgen der Region wie Hüttelngesäß, Rückingen, Höchst an der Nidder oder Mömbris durch Truppen der Reichsstadt Frankfurt zerstört. In der folgenden Zeit beteiligten sich Angehörige der Familie an mehreren Fehden gegen die Stadt. Erst 1470 stellte Jorge Dugel der Stadt einen Verzichtsbrief wegen der Zerstörung des Schlosses aus.
Die letzten männlichen Vertreter der Familie waren die Brüder Jörg, Conrad und Erwin (Erban) Dugel. Erwin Dugel war Amtmann in Erlenbach und starb als Letzter im Jahr 1525.

## Wappen
Unter einem goldenen Schildhaupt drei silberne Korngarben auf blauem Feld. Es handelt sich um ein Redendes Wappen (Carben = Garben). Als Helmzier ist ein Flug belegt. Das gleiche Wappen mit abweichender Helmzier wird von einer weiteren Adelsfamilie, den Herren von Dehren oder von Dhern geführt, die ebenfalls in der Wetterau begütert war. Es ist deshalb von einer nahen Verwandtschaft auszugehen.

## Besitz

### Allodialer Besitz
Der allodiale Besitz der Familie Dugel von Carben lässt sich nur teilweise aus Schenkungen und Kaufurkunden feststellen. Darin werden die Orte Praunheim, Kaichen, Bruchköbel, Griedel, Gambach, Melbach, Okarben, Bergen, Friedberg, Wisselsheim, Affolterbach, Groß- und Klein-Karben genannt. Gegen Ende des 14. Jahrhunderts erschienen sie als Ganerben der Burgen Lindheim, Höchst an der Nidder und Reifenberg.

### Lehen
- Burglehen in der Reichsburg Friedberg
- Von den Grafen von Hanau besaßen die Dugel von Carben mindestens seit 1329 ein Erbburglehen für die Burg Windecken in Groß-Karben, genannt das „Haus in der steynen Schalen“. Der Name deutet auf ein Festes Haus hin. Es kann im heutigen Ortsbild nicht lokalisiert werden, vielleicht befand es sich an der Stelle des heutigen Degenfeldschen Schlosses.[8]
- Lehensgüter der Herren von Falkenstein zu Niedernhausen schenkten sie 1275 mit Einwilligung des Lehnsherren dem Kloster Marienborn.
- Von den Herren von Eppstein ein Burglehen von 100 fl. in der Burg Steinheim.
- Von den Herren von Isenburg die Hälfte des Zehnten in Kilianstädten (ging 1329 an die Herren von Rückingen).
- Ein Gut in Hochstadt als katzenelnbogisches Lehen (1330 als Mitgift an die Herren von Rüdigheim).
- Vom Kloster Limburg ein Güterlehen mit Zehnten, Atzung und Wiesen in Groß-Karben, Klein-Karben und Kaichen, zu dem auch das Präsentationsrecht für die Pfarreien dieser Orte gehörte.
- Von der Abtei Fulda Lehensgüter in Rüdigheim, die sie 1284 an die dortigen Johanniter verkauften und dafür Lehen in Bergen erhielten.

## Bedeutende Familienangehörige
- Heinrich Dugel der Jüngere, 1275 Schultheiß in Frankfurt am Main
- Herrmann Dugel, Dekan in Aschaffenburg um 1282
- Friedrich Dugel von Carben, Burggraf von Friedberg, um 1300
- Jörg Dugel, um 1475 Obergrefe im Freigericht Kaichen